# Karl Hauss

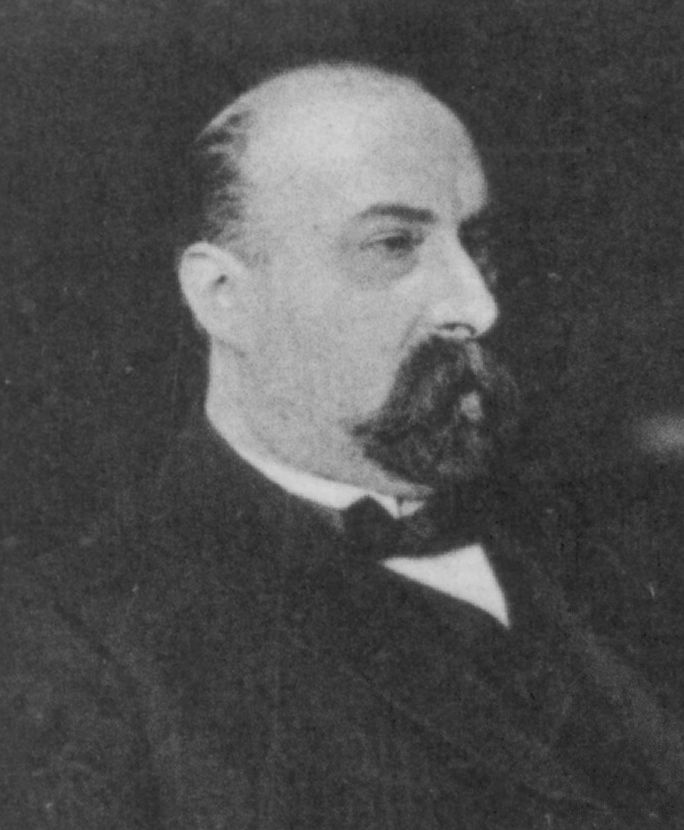
Karl Hauss als Reichstagsabgeordneter 1912

Karl Hauss (französisch: Charles Hauss) (* 3. Januar 1871 in Brumath bei Straßburg; † 30. Januar 1925 in Straßburg) war ein deutscher Politiker (Elsaß-Lothringische Zentrumspartei) und Staatssekretär im Ministerium für Elsaß-Lothringen des Deutschen Kaiserreichs.

## Ausbildung und Beruf
Karl Hauss war der Sohn eines Tagelöhners. Nach dem Abschluss der Grundschule kam er nach Straßburg, wo er verschiedene katholische Schulen besuchte, zuletzt das bischöfliches Gymnasium. 1885 bis 1888 besuchte er die Afrikaschule in Clermont-Ferrand. Nach dem Schulabschluss machte er eine Banklehre und leistete 1890/91 seinen Wehrdienst. Danach arbeitete er für die Reichseisenbahnen in Elsass-Lothringen.

## Politische und journalistische Arbeit
Bei den Reichstagswahlen 1893 unterstützte er als Redner den Zentrumskandidaten Paul Müller-Simonis (1862–1930). Aufsehen erregte er mit der öffentlichen Beschwerde gegen den Polizeipräsidenten Feichter, der die katholische Studentenverbindung „Fedelta“ verboten hatte. Aufgrund des Medienechos wurde Feichter entlassen. Auch Karl Hauss verlor seinen Arbeitsplatz bei der Eisenbahn. 1894 bis 1900 arbeitete Karl Hauss beim Elsässer, der größten katholischen Tageszeitung des Elsass. Im Jahr 1900 wurde er Chefredakteur von Nicolaus Delsors Zeitschrift Der Elsässische Volksbote (Straßburg). 1895 wurde er zum 2. Sekretär des Wahlvereins der katholischen Volkspartei gewählt.

## Landtagsabgeordneter
1903 bis 1911 gehörte er dem Landesausschuss des Reichslandes Elsaß-Lothringen an. Mit der Schaffung des Landtags des Reichslandes Elsass-Lothringen 1911 wurde er in den Landtag gewählt und dort Fraktionsvorsitzender der Elsaß-Lothringischen Zentrumspartei. Seit 1906 war er Sekretär der Elsaß-Lothringischen Zentrumspartei.

## Abgeordneter des Reichstages und Zabern-Affäre
Hauss war von 1898 bis 1903 als Abgeordneter des Wahlkreises Elsaß-Lothringen 9 (Straßburg-Land) Mitglied des Reichstages. Von 1907 bis 1912 vertrat er den Wahlkreis Elsaß-Lothringen 4 (Gebweiler) im Reichstag. Von 1912 bis 1918 war er Mitglied der Elsässischen Zentrumspartei und Abgeordneter des Wahlkreises Elsaß-Lothringen 10 (Hagenau-Weißenburg).
Die Verfassung von 1911 für das Reichsland Elsaß-Lothringen lehnte Hauss ab. In den Konflikten zwischen der Zentrumspartei des Reiches und der in Elsaß-Lothringen trat er für eine Zusammenarbeit ein.
Während der Zabern-Affäre (Affaire de Saverne), einer innenpolitischen Krise, die sich Ende 1913 im Deutschen Kaiserreich wegen der Beleidigung der Bevölkerung im elsässischen Zabern (Saverne) durch einen preußischen Leutnant ereignete, forderte Hauss neben zwei weiteren Reichstagsabgeordneten die Durchführung einer Reichstagsdebatte über die militaristischen Strukturen der deutschen Gesellschaft sowie der Stellung der Reichsleitung im Verhältnis zu Kaiser Wilhelm II. Die Affäre belastete nicht nur das Verhältnis zwischen dem Reichsland Elsaß-Lothringen und dem übrigen Deutschen Reich schwer, sondern führte auch zu einem erheblichen Ansehensverlust des Kaisers.

### Aufstieg zum Staatssekretär für Elsaß-Lothringen
Im Oktober 1918 wurde er als Nachfolger von Georg von Tschammer und Quaritz letzter Staatssekretär im Ministerium für Elsaß-Lothringen. Sein Versuch, für seine Regierung auch eine Mehrheit im Landtag zu erreichen, scheiterte. Er setzte sich durch die Annahme des Auftrags zur Regierungsbildung in den Gegensatz zu seiner eigenen Fraktion, die ihn am nach der Ernennung aus der Fraktion ausschloss. Noch bevor nach dem Ende des Ersten Weltkrieges am 12. November 1918 ein souveränes Elsaß-Lothringen ausgerufen wurde, trat er am 10. November 1918 zurück.
Die neuen französischen Machthaber luden ihn vor eine Commission de Triage, verhängten jedoch keine Strafen.
Karl Hauss zog sich danach aus der Politik zurück. Er ist Autor zahlreicher Theaterstücke.